# Mau-Ubu (Vatuvou)
Mau-Ubu ist eine osttimoresische Aldeia im Suco Vatuvou (Verwaltungsamt Maubara, Gemeinde Liquiçá). 2015 lebten in der Aldeia 64 Menschen.

## Geographie und Einrichtungen
Mau-Ubu liegt im Süden des Sucos Vatuvou. Westlich liegt die Aldeia Manuquibia, nördlich die Aldeia Lissa-Ico und östlich die Aldeia Gariana. Im Süden grenzt Mau-Ubu an den Suco Lissadila. Zwei kleine Straßen durchqueren die Aldeia von Nord nach Süd. An ihnen liegt die Besiedlung von Mau-Ubu. An der westlichen Straße reicht der Ort Lissa-Ico bis nach Mau-Ubu hinein. Nahe der Grenze zur Nachbar-Aldeia befindet sich die Grundschule Lissa-Ico. Im Süden entspringen die Flüsse Dirobatelau und Gumuloa, die nach Süden in das System des Lóis abfließen.
Bis 2015 war das Gebiet noch Teil des Sucos Lissadila.

## Politik
2023 wurde Libertino da Silva zum Chefe de Aldeia gewählt.